# Àfrica romana
|  | Per a altres significats, vegeu «Àfrica (província romana)». |

L'Àfrica romana sovint ha estat estudiada en detall pels historiadors i arqueòlegs, malgrat les grans diferències existents al llarg del seu territori i els seus vuit segles d'història. Les dues grans problemàtiques històriques relatives a aquestes províncies són la qüestió de la seva romanització i la qüestió de la seva cristianització. «Àfrica romana» es refereix sia a les terres d'Àfrica dominades per Roma, sia la part romanitzada d'Àfrica.
D'oest a est, l'Àfrica romana s'estén des de les costes atlàntiques de l'actual Marroc fins a la petita Sirtis. No s'hi inclouen les províncies de Cirenaica i Egipte, car són tractades per separat en les fonts antigues. Geogràficament, estan separades de la resta de l'Àfrica del Nord per deserts, mentre que Tripolitana i Leptis Magna es troben en la continuïtat territorial de l'Àfrica del Nord. Culturalment, es troben en la zona hel·lenística, clarament distingida de la zona púnica i, més tard, romana. Finalment, administrativament, Egipte sempre ha estat un cas a part dins l'Imperi Romà, i Cirenaica fou unida diverses vegades a Creta, la terra habitada més propera.